# Nouâtre
Nouâtre és un municipi francès, situat al departament de l'Indre-et-Loire i a la regió de Centre - Vall del Loira.